# Чичиклія
Чичиклія (раніше також Велика Чертала) —   річка в Україні, в межах Подільського, Березівського районів Одеської області та Вознесенського, Первомайського районів Миколаївської області, права притока річки Південного Бугу (басейн Чорного моря). Назва походить з турецької (тюркської) мови — çiçekler — квіти. Існує легенда, що турки назвали річку так, бо всі її береги були у квітах.

## Опис
Довжина річки 156 км, площа водозбірного басейну 2 120 км². Долина завширшки до 4 км, завглибшки до 60 м, у нижній течії трапецієподібна. Заплава двобічна, завширшки до 800 м. Річище слабо звивисте (у пониззі сильно звивисте). Щорічно пересихає на 7—8 місяців. Середній стік за 46 км від гирла 1,9 м³/с, найбільший — 318 м³/с. Основне живлення — снігове (весняний стік становить 75 % річного). Крига — щороку, з листопада по лютий. Споруджено близько 80 ставів.

## Розташування
Бере початок на захід від селища Любашівки. Тече територією Причорноморської низовини переважно на південний схід, у пониззі — на схід (у пригирловій частині — на північний схід), впадає до Південного Бугу на північний схід від села Покровки.

## Притоки
- Стовбова, Балка Суха, Кам'яна Балка (ліві); Балка Грецька, Балка Гадюча (праві).

## Населені пункти
Селища: Любашівка,  Миколаївка (Одеська область), Мостове, Веселинове (Миколаївська область).

## Історія
Над річкою восени 1540 року військовий загін Королівства Польського під командуванням барського старости Бернарда Претвича разом із загоном князя Семена Пронського (ВКЛ) розбив загін татар. У місці впадіння річки в Південний Буг існувала турецька фортеця (Баликлея), де працювали фальшивомонетчики. На початку російсько-турецької війни 1787—1781 років цю фортецю форсував Олександр Суворов.
Декілька мільйонів років тому Чичиклія була окремою річкою і впадала в Чорне море в районі острова Березань. Протікаючи біля села Покровки дуже близько біля водорозділу з нижчим басейном Південного Бугу, вона його розмила і верхня частина її стала притокою, а нижня залишилась самостійною річкою, яка нині має назву Березань.